# Hôpital psychiatrique de Juqueri
L'hôpital psychiatrique de Juqueri est un établissement psychiatrique situé à Franco da Rocha, ville de la région métropolitaine de São Paulo, au Brésil. Il est l'un des plus anciens hôpital psychiatrique du Brésil.